# 神戸市立神の谷小学校
神戸市立神の谷小学校（こうべしりつ かみのたにしょうがっこう）は、兵庫県神戸市須磨区にある市立小学校。

## 概要
学校敷地の北部の土地にあたる神の谷5-2-2も神の谷小学校の用地であり、ビオトープ（自然ランド）として植物の栽培などが行われている。

## 沿革
- 1981年 - 神戸市立西落合小学校から分離し、創立
- 1983年 - 北校舎完成
- 1986年 - 総合遊具完成
- 1995年 - 阪神・淡路大震災時に避難所となる
- 2000年 - ビオトープ完成

## 学校行事
神フェス春(運動会)　神フェス秋(音楽会)　

## 通学区域
神戸市須磨区
- 神の谷1 - 7丁目、北落合4丁目

## 進学先中学校
- 神戸市立西落合中学校

## 校区内の主な施設など
- 神の谷児童館
- 名谷ゴルフセンター

## 交通
- 神戸市バス 76系統「神の谷小学校前」より

## 著名な卒業生
- 中村亮（サッカー選手）
- 益田博隆（放送作家）

## 通学区域が隣接している学校
- 神戸市立西落合小学校
- 神戸市立松尾小学校
- 神戸市立太山寺小学校
- 神戸市立菅の台小学校